# Tony Moore
Anthony "Tony" Moore är en engelsk musiker som bland annat har varit medlem i Iron Maiden.

## Iron Maiden
Det första bandet han var med i var (det då okända) Iron Maiden, där spelade han keyboard. Han anställdes av Dennis Wilcock, dåvarande sångare i Iron Maiden, som ville att bandet skulle gå åt mer showiga hållet. Han var endast med i bandet under våren 1977. Slutligen fick han sluta då Steve Harris ansåg att det var onödigt med en keyboard i deras musikstil.

## Cutting Crew
Tony Moore började då arbeta med Brian James (från The Damned) och släppte en singel på RADAR records. Gruppen turnerade som stödband för bl.a. Black Sabbath och The Stranglers. Han gick därefter med i en progressiv rockgrupp som kallades England.
1986 blev Tony Moore inbjuden att spela keyboard med ett band som kallas Cutting Crew som fick en världshit med (I Just) Died in Your Arms Tonight. I två år fortsatte han turnera världen runt och spelade med bandet tills han gick vidare till en solokarriär med ett litet självständigt bolag i London.

## Kashmir Klub
1997 etablerade Tony Moore den legendariska Kashmir Klub i London. Dit kom artister för att uppträda inför agenter och skivbolag. Detta var lyckat då han hade väldigt bra musikutrustning att tillgå. Under sju år höll Tony Moore igång Kashmir Klub. Men till slut tvingades de att stänga, byggnaden var så pass förfallen att den inte kunde räddas. Flera artister upptäcktes där, bland andra Damien Rice, Tom Baxter, Lucie Silvas, KT Tunstall, Sheryl Crow, David A. Stewart, Fleetwood Mac, Nik Kershaw med många fler.

## Music Managers Forum
2004 valdes Tony Moore in i MMF (Music Managers Forum), ett forum för personer som har bidragit till den brittiska musikindustrin. Under 2006 var Tony Moore värd på en gala som sändes i "BBC London 94.9 FM".